# フィリップ・シャイデマン
フィリップ・ハインリヒ・シャイデマン（ドイツ語: Philipp Heinrich Scheidemann、1865年7月26日 - 1939年11月29日）は、ドイツの政治家。ドイツ社会民主党の議員として、第一次世界大戦後まもなく首相を務めた。ドイツ革命に際して、共和国設立の宣言を行った人物として知られる。

## 生涯

### SPD
1865年7月26日、ヘッセン選帝侯国の首都カッセルで革職人のフリードリヒ・シャイデマン（1842-79）とその妻ヴィルヘルミーネ（旧姓パープ、1842-1907）の間に生まれた。1879年から1883年までの印刷工の徒弟修業を経て、印刷工、社会主義系ジャーナリストなどとして働く。1883年にドイツ社会民主党（SPD）に入党する。1909年からは「ヘンナー・ピッフェンデッケル」の筆名で地元紙にヘッセン方言で書いた小説を連載していたこともある。
1903年にSPDからゾーリンゲンの選挙区で帝国議会議員に初当選し、1918年まで議席を維持した。1908年から1911年まではカッセル市議会議員を兼ねた。1911年にSPD党書記局の執行委員（書記長）となった。1912年の帝国議会選挙後、シャイデマンは社会民主主義者として初めて議会の「第一副議長」に就任した。1913年にSPDの長年のリーダーであったアウグスト・ベーベルが亡くなると、フーゴー・ハーゼと共に帝国議会で党議員団長に就任する 。彼の演説能力やユーモアな感覚などは党を超えて高評価された。1914年に第一次世界大戦が勃発すると、当初は戦争を支持する立場をとって党内の反戦派と対立したが、大戦末期には併合や賠償要求のない妥協的講和（Verständigungsfrieden）を主張した。シャイデマンは党内の穏健派と極左派の調停に努めたが、最終的な分裂を防ぐことはできなかった。1917年、SPDは戦費調達継続の問題で分裂し、シャイデマンはフリードリヒ・エーベルトとともに「多数派」SPDの共同議長となった。大戦末期の1918年6月、帝国議会副議長に就任する。また帝国宰相バーデン公子マクシミリアンの下で無任所国務長官（無任所大臣）を務めた。SPDは1912年から帝国議会で最多の議席を持っていたが、これはSPDメンバーが帝国政府に参加した初めての機会であった。シャイデマンはその人気によって新政府に入閣した。

### ドイツ革命

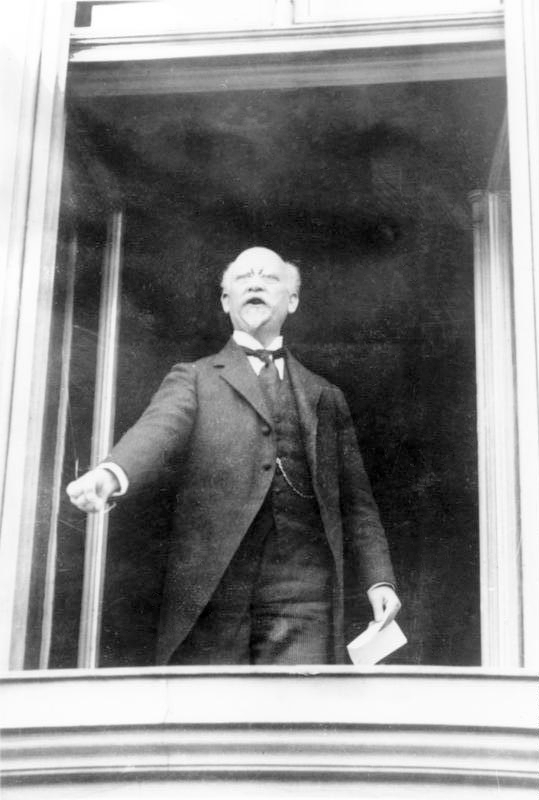
共和制宣言を行うシャイデマン（1918年11月9日）、ただし写真は数か月後に撮りなおされたもの。

1918年11月にドイツ革命が勃発し、革命を支持するデモ隊が帝国議会に迫った。マクシミリアン・フォン・バーデン帝国宰相は、皇帝ヴィルヘルム2世の退位と皇太子ヴィルヘルムの王位継承権の放棄を一方的に宣言した。しかし、帝国宰相とSPD党首のフリードリヒ・エーベルトは、革命が起きても君主政を維持することを希望していた。マクシミリアン・フォン・バーデンは、ヴィルヘルム2世の弟を帝位に就かせることを希望していた。こうした状況下の11月9日、皇帝の退位と共に次官を辞した。同日正午頃、フリードリヒ・エーベルトが帝国宰相官邸に到着し、統治権を自分とSPDに譲ることを要求した。フォン・バーデンは辞職し、違憲のままエーベルトを後継の帝国宰相兼プロイセン王国首相に指名した。シャイデマンを含むすべての国務長官は留任した。エーベルトは、街頭の大衆に静粛と帰宅を求める布告を発した。その後、エーベルトとシャイデマンは、昼食のために帝国議会議事堂に行き、別々のテーブルに座った。外には大群衆が集まり、演説を求める声もあった。エーベルトは群衆に向かって話すことを拒否したが、シャイデマンは立ち上がり、群衆に面した窓際に駆け寄り、帝国議会議事堂の窓からデモ隊に向かって「古く腐った帝政は崩壊した。新しきドイツの共和国、万歳!（Das Alte und Morsche, die Monarchie ist zusammengebrochen.  Es lebe das Neue;  es lebe die deutsche Republik!）」と共和国樹立の宣言を行った（ただしこの宣言は社会民主党の総意ではなく、のちに大統領となるエーベルトは彼の行動に反発を示している）。帝国議会の食堂に戻ると、激怒したエーベルトが彼に詰め寄り、テーブルを拳で叩きながら、「お前には共和国を宣言する権利はない！」と怒鳴った。シャイデマンはそれに対し、「ドイツがどうなるかは、共和国であろうと何であろうと、それは小選挙区制の議会が決めることだ！」と反論した。その日のうちに、シャイデマンの宣言にもかかわらず、エーベルトはフォン・バーデンに帝国の摂政として留まるよう求めたが、拒否された 。実際、シャイデマンの演説には法的根拠がなくヴィルヘルム2世は実際には退位していなかったが、すぐにオランダに逃亡しその後1918年11月に退位に署名した。その後社会民主党のエーベルトやドイツ独立社会民主党（USPD）のフーゴー・ハーゼらと共に臨時政府人民代表委員となる。12月にUSPDが委員会から離脱すると、ハーゼの後任としてエーベルトと共に委員長を務める。

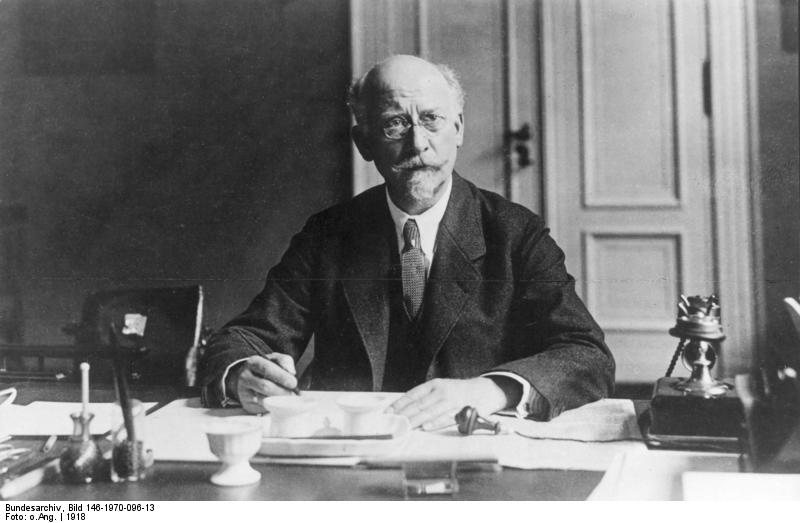
執務中のシャイデマン（1918年）

1919年2月にドイツ史上初めて成立した民選政府（社会民主党・ドイツ民主党・中央党によるヴァイマル連合）で首相を務めたが、パリ講和会議において連合国側が提示した内容があまりに制裁的であったことに反発し、政府内のヴェルサイユ条約受諾を支持する勢力と対立を深めた。そのためシャイデマンは首相とSPD党首を辞し、ヴェルサイユ条約受諾に反対するドイツ民主党は連立政権から離脱した。

### その後
1920年6月6日の選挙で、シャイデマンはヘッセン＝ナッサウ州から再選された。故郷のカッセルで1920年から1925年の5年間にわたって市長を務めた。極右の多くにとって、シャイデマンは嫌われ者、民主主義体制の擬人化だった。在任中に家にハーケンクロイツを落書きされるなど極右の嫌がらせに遭い、1922年6月には娘と公園を散歩中、極右テロ組織コンスルのメンバーによって青酸をかけられ重傷を負った。同時に国会議員も続けており、1926年にはラパッロ条約に基づいてドイツ国防軍がソ連軍と極秘裏に兵器開発などで協力している事実を国会で暴露し、第3次マルクス内閣を退陣に追い込んでいる。
1933年のナチ党政権成立直後にプラハ、スイス、フランス、アメリカ合衆国を経由してデンマークに逃れ、1939年にコペンハーゲンで死去した。1953年、コペンハーゲン市当局のはからいでその遺灰は故郷カッセルに帰還し、中央墓地に埋葬された。